# Erik Thomson
Erik Thomson (n. 24 aprilie 1967, Inverness, Scoția) este un actor neozeelandez de origine scoțiană, care trăiește în prezent în Australia. Este cunoscut mai ales pentru rolurile interpretate în serialele de televiziune Hercule - Călătorii legendare și Xena, Prințesa războinică (transmise și de posturile de televiziune din România), All Saints și Packed to the Rafters. Prezintă și emisiunea Getaway, o foarte populară emisiune australiană de televiziune despre călătorii și destinații de vacanță.
Este căsătorit cu actrița australiană Caitlin McDougall.

## Filmografie
- Accidents Happen, rol: Bob (2009)
- Beautiful, rol: Domnul Thomson (2009)
- The Boys Are Back, rol: Digby (2009)
- The Black Balloon (Balonul negru), rol: Simon Mollison (2008)
- Xena, Prințesa războinică, serial TV
- Hercule - Călătorii legendare, serial TV
- All Saints, serial TV australian, rol: Dr.Mitch Stevens
- Packed to the Rafters, serial TV australian, rol: Dave Rafter